# 480
- Wikisource

| Calendário gregoriano                                                        | 480 CDLXXX                      |
| Ab urbe condita                                                              | 1233                            |
| Calendário arménio                                                           | -72 – -71                       |
| Calendário bahá'í                                                            | -1364 – -1363                   |
| Calendário budista                                                           | 1024                            |
| Calendário chinês                                                            | 3176 – 3177                     |
| Calendário copta                                                             | 196 – 197                       |
| Calendário etíope                                                            | 472 – 473                       |
| Calendários hindus - Vikram Samvat - Calendário nacional indiano - Cáli Iuga | 535 – 536 401 – 402 3580 – 3581 |
| Calendário Holoceno                                                          | 10480                           |
| Calendário islâmico                                                          | 146 BH – 145 BH                 |
| Calendário judaico                                                           | 4240 – 4241                     |
| Calendário persa                                                             | 142 BP – 141 BP                 |
| Calendário rúnico                                                            | 730                             |
| Calendário solar tailandês                                                   | 1023                            |

480 (CDLXXX, na numeração romana) foi um ano bissexto do século V que começou numa terça-feira, segundo o calendário juliano.  Segundo o horóscopo chinês, foi o ano do Macaco.
| Ano completo                            |
| --------------------------------------- |
| Ano bissexto com início à segunda-feira |

## Eventos
- Os hunos destroem o Império Gupta na Índia.

- Inicia-se o mandato do Imperador Seinei (清寧天皇, Seinei-tennō) 22º Imperador do Japão, na lista tradicional de sucessão , morto em  484 [1]
- A Dalmácia, última província legítima do Império Romano do Ocidente, e seu governante Júlio Nepos[2], são conquistados por Odoacro.

## Nascimentos
- 21 de Março nasce São Bento e Santa Escolástica em Núrsia.

## Mortes
- 9 de Maio - Júlio Nepos, o último Imperador Romano do Ocidente legítimo, é assassinado por alguns dos seus oficiais.